# Zonnebeke
Zonnebeke è un comune belga di 12 379 abitanti, situato nella provincia fiamminga delle Fiandre Occidentali. Zonnebeke conta decine di cimiteri militari.

## Storia
Durante la prima guerra mondiale fu teatro di aspri scontri anglo-tedeschi.
Totalmente distrutto, Zonnebeke fu ricostruito dopo la guerra (parzialmente il lavoro dell'architetto belga Huib Hoste).

## Geografia fisica

### Territorio
|  | Il comune di Zonnebeke è composto da 5 abitati principali: - Zonnebeke (I) (abitanti : 4.472) - Beselare (II) (abitanti : 2.684) - Geluveld (III) (abitanti : 1.553) - Passendale (IV) (abitanti : 3.152) - Zandvoorde (V) (abitanti : 521) |

Gli abitati confinanti sono: (a)Moorslede, (b) Dadizele (commune di Moorslede), (c) Geluwe (commune di Wervik), (d) Wervik, (e) Komen, (f) Houthem (commune di Komen), (g) Hollebeke (commune di Ieper)  , (h )Zillebeke (commune di Ieper), (i) Ieper, (j) Langemark (commune di Langemark-Poelkapelle), (k) Poelkapelle (commune di Langemark-Poelkapelle), (l) Westrozebeke (commune di Staden), (m) Oostnieuwkerke (commune di Staden), (n) Roeselare

## Monumenti e luoghi d'interesse
- Chiesa di Nostra Signora (Onze-Lieve-Vrouwekerk)
- Memorial Museum Passchendaele 1917
- Buttes New British Cemetery e accoppiamento Polygon Wood Cemetery
- Tyne Cot Cemetery il memoriale Cross of Sacrifice

## Galleria d'immagini

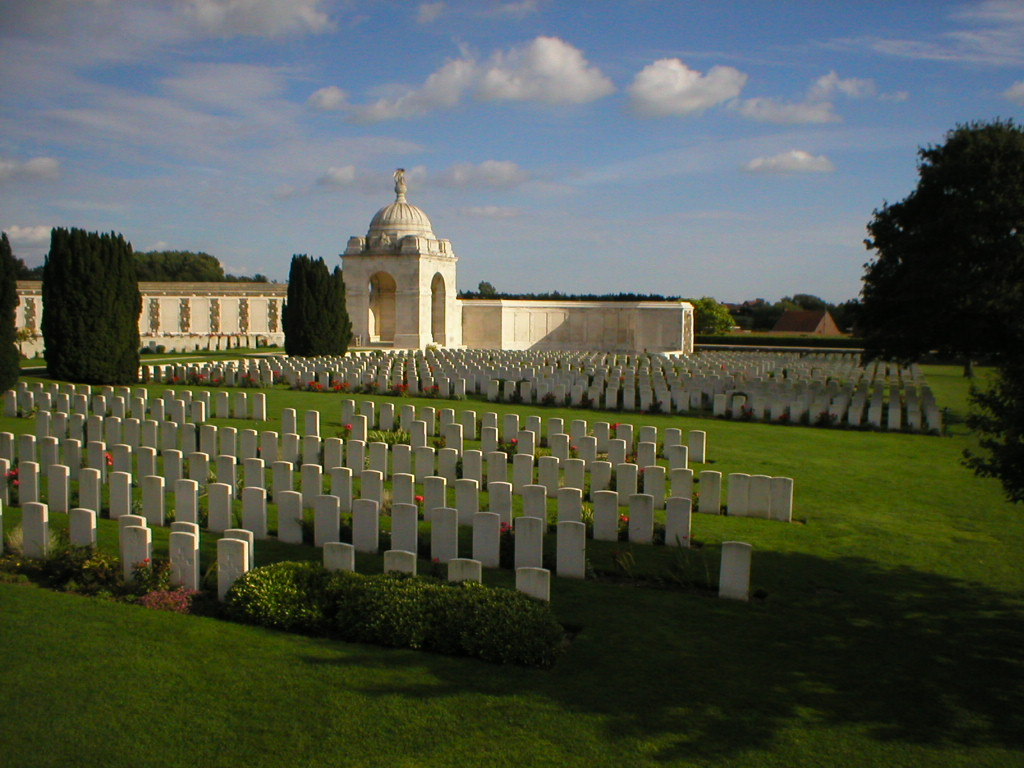
Tyne Cot
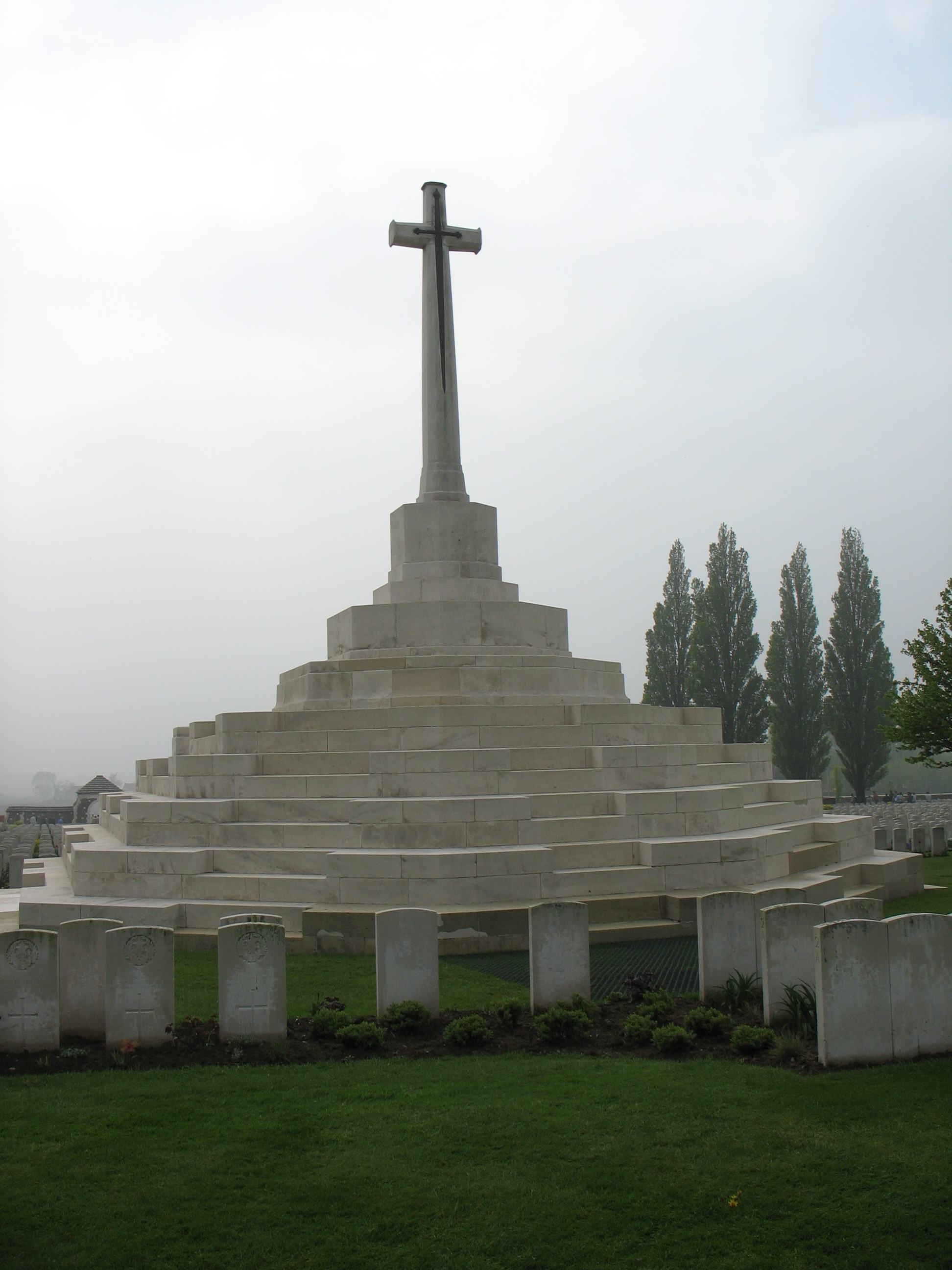
Tyne Cot : "Cross of Sacrifice"
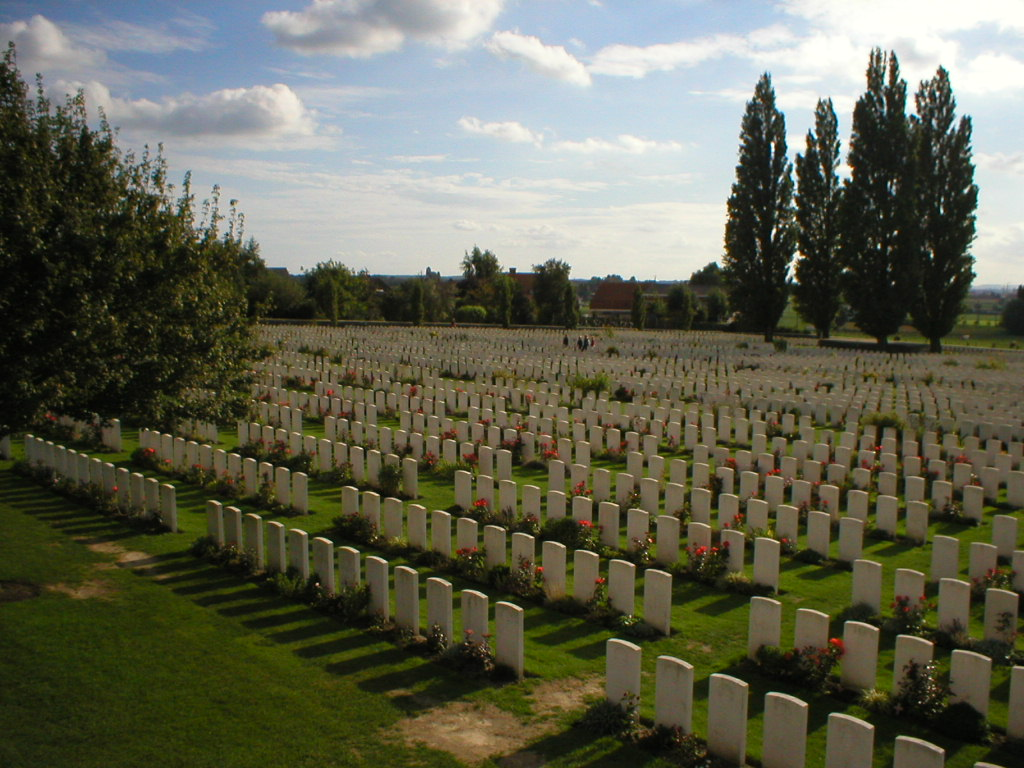
Tyne Cot